# Sergio Arecco

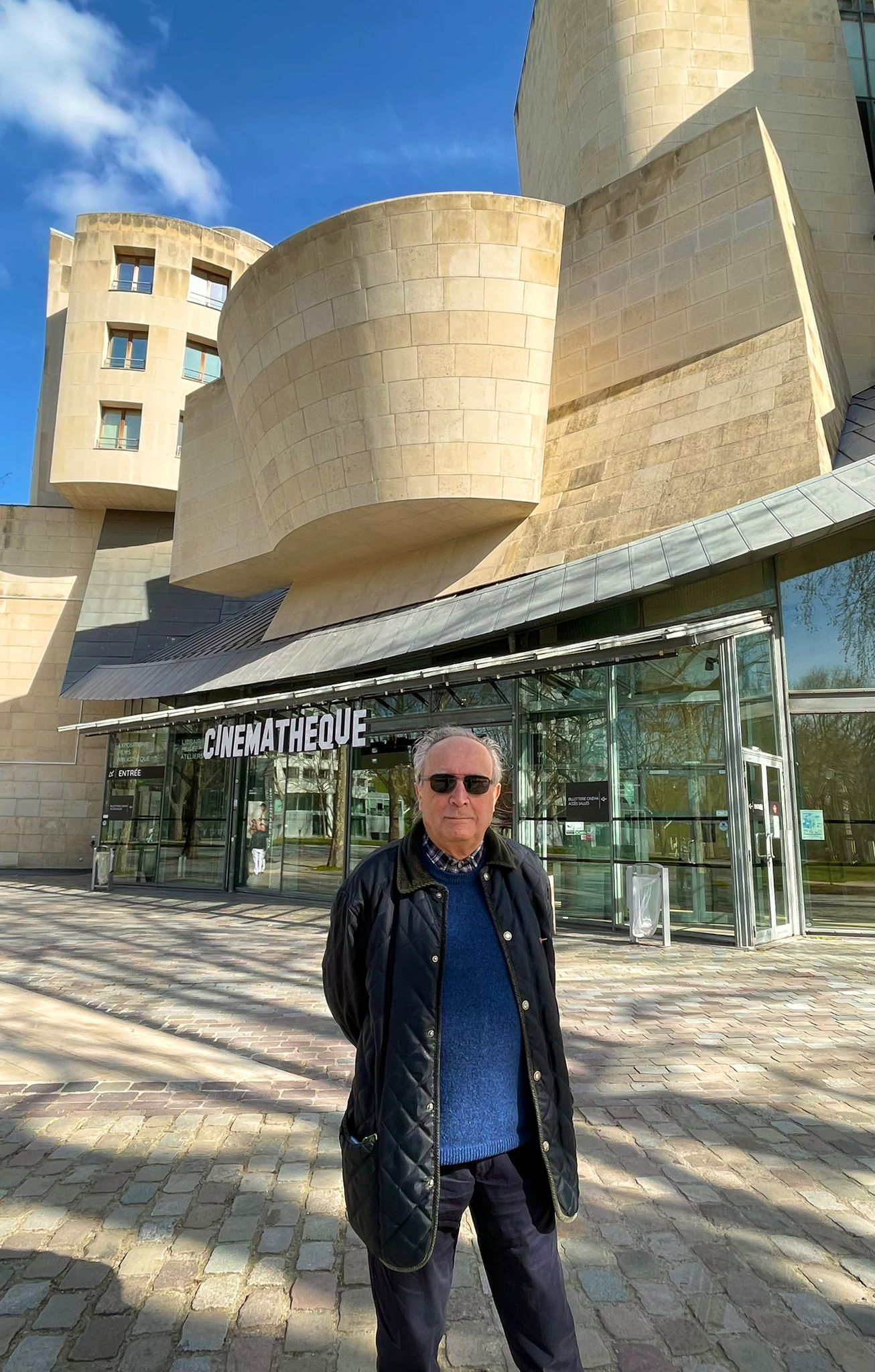
Sergio Arecco presso la Cinémathèque française

Sergio Arecco (Novi Ligure, 3 luglio 1945) è un critico cinematografico, storico del cinema e traduttore italiano.

## Biografia
Nato a Novi Ligure (AL) il 3 luglio 1945. Studi classici. Laurea in Lettere Moderne nel 1968 presso l’università di Genova con una tesi su Ingmar Bergman (relatore Vito Pandolfi, docente di Storia del teatro e dello spettacolo e, al tempo, direttore del Teatro Stabile di Roma). L’ultimo capitolo della tesi, sul film Persona (1967), trova pubblicazione sulla rivista “Filmcritica”: da qui l’inizio di una lunga collaborazione con la rivista romana. Nel 1970 rinuncia alla carriera universitaria e preferisce dedicarsi all’insegnamento nei licei (Italiano e Latino). Nel 1971 intervista Pier Paolo Pasolini nella sua casa di Roma: il dialogo, articolato e complesso, su cinema e letteratura, uscirà su “Filmcritica”, verrà in parte utilizzato dal regista-scrittore per il capitolo dedicato alla semiologia in Empirismo eretico (Garzanti, 1972) ed è incluso per intero nell’integrale Le lettere. Nuova edizione, (Garzanti, 2021). Risale allo stesso periodo la collaborazione, su invito dello stesso Pasolini, a “Nuovi Argomenti”, rivista di cultura edita da Garzanti. 
Nel 1975 inizia a lavorare per “Il Castoro / Cinema” diretto da Fernaldo Di Giammatteo (edizioni La Nuova Italia) e nell’arco di cinque anni pubblica quattro monografie: Thodoros Anghelopulos, Nagisa Ôshima, John Cassavetes, George Lucas (più volte ristampate e aggiornate negli anni: Ôshima, completamente rifatto, uscirà in e-book, con illustrazioni, per il nuovo Castoro diretto da Renata Gorgani nel 2013). Per il Dizionario universale del cinema, diretto dal medesimo Di Giammatteo (1980), cura tutte le voci (registi e film) relative al cinema giapponese, nonché la voce “Chaplin”. Dopo un intervallo negli anni 80 (uniche eccezioni il librino Film come film: G. J. Markopoulos, Bulzoni, 1980, con annesso sostegno al regista Markopoulos per il suo allestimento annuale Temenos in Peloponneso, e la collaborazione alla rivista di psicoanalisi “Spirali” con scritti su fotografia e letteratura), una pausa dedicata all’organizzazione di cineforum, alla partecipazione a convegni, torna alla scrittura negli anni 90. Dapprima, la stesura di un ultimo “Castoro”, Bertrand Tavernier (1992), che inaugura la nuova serie diretta da Gorgani, poi la stretta collaborazione – decennio 1997-2007 – con un altro editore specializzato, “Le Mani”, per una nuova serie di monografie, o su singoli registi o a tema: nell’ordine, Alain Resnais, Robert Bresson, Ingmar Bergman, Il paesaggio nel cinema (vincitore dei premi “Maurizio Grande e “Umberto Barbaro”), Cinema e paesaggio, Marlene Dietrich, Marlon Brando. Nel 2004 vince per la seconda volta il premio “Umberto Barbaro” per Anche il tempo sogna. Quando il cinema racconta la storia, pubblicato dalle edizioni congiunte ETS e Cineforum (alla cui rivista a cui si va avvicinando, pur continuando a scrivere su “Filmcritica”) e nel 2005 pubblica Le città del cinema. Da Metropolis a Hong Kong per l’editore L’Epos.  
Nel frattempo, dal 2004, prende corpo la collaborazione con “Cineforum”, attraverso quattro serie di saggi a tema che saranno poi raccolti in singoli volumi per le edizioni Cineforum (Il cinema e il suo doppio, e-book, 2012), le edizioni Città del Silenzio (Le anatomie dell’invisibile, 2013) e “Petite Plaisance” (Fisica e metafisica del cinema e Quando il cinema era giovane, 2019-2021). Sempre per “Petite Plaisance” pubblicherà raccolte a tema sul corto, documentario e fiction (Docu doc. La non fiction delle meraviglie, 2023, e Microfiction, 2 volumi, 2024). 
In precedenza, altri due libri dedicati ai corti (temi, il fumetto e la performance) escono per l’editore Araba Fenice: Topolino fa 90 (2019) e Filosofia della performance (2021). I testi sui corti sono frutto di una ricerca critica che ha dato luogo, in prima istanza, al volume Il cinema breve. Da Walt Disney a David Bowie. Dizionario del cortometraggio 1928-2015 (2016), scritto per la Cineteca di Bologna, con la prefazione di Goffredo Fofi (per la cui rivista “Lo Straniero” scrive una serie di articoli di cinema). 
Nel periodo del Covid-19, intervistato da Mattia Bertaina e Massimiliano Enrione, dà vita a una sorta di autobiografia intitolata La grammatica e le stelle (Araba Fenice, 2022). L’opera si sviluppa  in parallelo con la nascita, nella città di Busca (CN), della “Cineteca Sergio Arecco”, una raccolta di oltre 5000 dvd e blu-ray dei film più significativi della storia del cinema. Alla videoteca, che trova sede nei locali del Liceo Musicale – sala di proiezione di 50 posti – si aggiunge una ricca biblioteca di libri di cinema e di saggistica in genere. Il tutto fa parte di un progetto, curato da Mattia Bertaina, che collega l’attività della cineteca e quella dello storico Cinema Lux di Busca, il quale proietta ogni settimana film d’autore, spesso accompagnati dalla presenza dell’autore stesso, e ospita la manifestazione annuale “Alpi del mare”, con la premiazione di attori e registi celebri. 
Sergio Arecco lascia l’insegnamento nel 1997 e coltiva da allora una terza attività, dopo quella di docente e di critico cinematografico: la traduzione. Entrato all’Einaudi nel 1998, traduce  una serie di saggi appartenenti agli ambiti più diversi (filosofia, psicoanalisi, storia, cinema, antropologia, genere, fotografia, arte, architettura). Dopodiché l’Einaudi lo assume anche per la stesura di molte voci di registi per il Dizionario dei registi del cinema mondiale diretto da Gian Piero Brunetta (2005-2006). Nello stesso periodo collabora, con la compilazione di più voci, al Dizionario critico dei film Treccani (2005). Inoltre, inaugura la sua collaborazione a riviste a tema come il quadrimestrale “Fata Morgana” diretto da Roberto De Gaetano e agli annuali “Quaderni del CSCI”, Centro Studi sul Cinema Italiano, con sede a Barcellona, diretti da Daniela Aronica.  
Dopo l’esperienza con Einaudi, e una più breve esperienza con Mondadori (per la quale traduce tra l’altro Economia del bene comune del premio Nobel per l’Economia Jean Tirole, 2016), cura due Simenon per Adelphi ed entra alla Bompiani, curando la versione di molte opere letterarie, da Gide a Camus a Saint-Exupéry, oltre a romanzi, fiabe (una serie tv di Il Piccolo Principe) e saggi su differenti discipline, tra cui spicca Il capitale nel XXI secolo di Thomas Piketty (2014), del quale diventa il traduttore ufficiale, seguendolo poi presso la neonata La nave di Teseo (2016) con altri testi di economia come Democratizzare l’Europa!, Una breve storia dell’uguaglianza, Una storia del conflitto politico (2016-2024). Per La nave di Teseo pubblica le traduzioni più varie, dalla filosofia alla matematica alla politica (Macron, Zelens'kyj, Bernard-Henri Lévy) al dibattito delle  idee (Houellebecq) al romanzo. In particolare si specializza nei noir di Guillaume Musso (dieci finora, da Central Park, ancora Bompiani, a Qualcun altro, 2015-2024). L’impegno per La nave di Teseo si estende poi all’impegno per Baldini+Castoldi, a partire dall’acquisizione, da parte della casa editrice diretta da Elisabetta Sgarbi, di questo marchio editoriale rinnovato (fumetti, noir, filosofia, economia, quest’ultima rappresentata da un’antologia di articoli di Piketty, 2023-2024).

## Opere
- Pier Paolo Pasolini, Partisan Edizioni, Roma, 1972[1]
- Thodoros Angheloupolos, Firenze, Il Castoro, 1978, ISBN 256-07-32-53719-2.[2]
- Nagisa Oshima, Firenze, Il Castoro, 1978, ISBN 256-07-32-21283-9.[3]
- John Cassavetes, Firenze, Il Castoro, 1979, ISBN 978-88-80-33504-7.
- George Lucas, Firenze, Il Castoro, 1980, ISBN 978-88-80-33053-0.[4]
- Gregory J.Markopoulos, Bulzoni, 1981
- Bertrand Tavernier, Milano, Il Castoro, 1992, ISBN 978-88-80-33000-4.
- Alain Resnais, Genova, Le Mani, 1997, ISBN 978-88-80-33000-4.
- Robert Bresson, Genova, Le Mani, 1998, ISBN 978-88-80-12095-7.
- Ingmar Bergman, Genova, Le Mani, 2000, ISBN 978-88-80-12095-7.
- Il paesaggio del cinema. Dieci studi da Ford a Almodovar, Premio Maurizio Grande, Genova, Le Mani, 2002, ISBN 978-88-80-12191-6.[5]
- Il vampiro nascosto. Suggestione e dipendenza nel cinema, Genova, Le Mani, 2004, ISBN 978-88-80-12235-7.
- Anche il tempo sogna, Premio Umberto Barbaro, Pisa, ETS, 2004, ISBN 978-88-46-71082-6.
- Cinema e paesaggio. Dizionario critico da Accattone a Volver, Genova, Le Mani, 2005, ISBN 978-88-80-12470-2.[6]
- Marlene Dietrich. I piaceri dipinti, Genova, Le Mani, 2005, ISBN 978-88-80-12336-1.
- Dizionario critico dei film, Enciclopedia Treccani, 2005
- Dizionario critico dei film, traduzione di Sergio Arecco, Einaudi, 2006, ISBN 978-88-06-16514-7.
- Marlon Brando. Il delitto di invecchiare, Genova, Le Mani, 2007, ISBN 978-88-80-12405-4.
- Le città del cinema. Da Metropolis a Hong Kong, Palermo, L'Epos, 2010, ISBN 978-88-83-02407-8.
- Le anatomie dell'invisibile. Il cinema raccontato con il cinema, Genova, Città del Silenzio, 2013, ISBN 978-88-97-27317-2.[7]
- Il cinema breve. Da Walt Disney a David Bowie, Bologna, Cineteca di Bologna, 2016, ISBN 978-88-99-19610-3.
- Fisica e metafisica del cinema, Petite Plaisance, 2018, ISBN 978-88-75-88253-2.
- Topolino fa 90. Il corto di animazione da Disney a Disney, Araba Fenice, 2019, ISBN 978-88-66-17578-0.
- Filosofia della performance. L’experimentum mundi da Orson Welles a Marina Abramović, Cuneo, Araba Fenice, 2021, ISBN 9788866176671
- Quando il cinema era giovane. I fantasmi dell’opera, i fantasmi all’opera, Pistoia, Petite Plaisance, 2021, ISBN 9788875882877
- La grammatica e le stelle. Intervista a cura di Mattia Bertaina e Massimiliano Enrione, Cuneo, Araba Fenice, 2022.
- Docu doc. La non fiction delle meraviglie, Pistoia, Petite Plaisance, 2023. ISBN 978-88-7588-366-9
- Microfiction. Il racconto breve in 200 film. I. Da Stanlio e Ollio a Cinico TV, Pistoia, Petite Plaisance, 2024, ISBN 9788875883768
- Microfiction. Il racconto breve in 200 film. II. Da Cinico TV a Yorgos Lanthimos, Pistoia, Petite Plaisance, 2024, ISBN 9788875884154

## Traduzioni (parziale)
- S. Liandrat Guigues, J.-L. Leutrat, Godard. Alla ricerca dell’arte perduta; Genova, Le Mani, 1998.
- Jean-Jacques Wunenburger, Filosofia delle immagini, Torino, Einaudi, 1999.
- Alain Ehrenberg, La fatica di essere se stessi, Torino, Einaudi, 1999.
- Denys Riout, L’arte del Ventesimo secolo, Torino, Einaudi, 2000.
- Pierre Sorlin, I figli di Nadar. Il «secolo» dell’immagine analogica, Torino, Einaudi, 2001.
- Camille Dumoulié, Il desiderio. Storia e analisi di un concetto, Torino, Einaudi, 2002.
- Armand Mattelart, Storia dell’utopia planetaria, Torino, Einaudi, 2003.
- Le Corbusier, Scritti, Torino, Einaudi, 2003
- Esther Benbassa, Aron Rodrigue, Storia degli ebrei sefarditi, Torino, Einaudi, 2004.
- Daniel Welzer-Lang, Maschi e altri maschi. Gli uomini e la sessualità, Torino, Einaudi, 2006.
- Albert Camus, Questa lotta vi riguarda. Corrispondenze per Combat 1944-1947, Milano, Bompiani, 2010.
- René de Ceccatty, Alberto Moravia, Milano, Bompiani, 2010.
- Caroline Bréhat, Ho amato un manipolatore, Milano, Bompiani, 2011.
- Matthieu Jung, Principio di precauzione, Milano, Bompiani, 2012.
- Stéphane Hessel, A conti fatti… o quasi, Milano Bompiani, 2012.
- Thomas Piketty, Il capitale nel XXI secolo, Milano, Bompiani, 2014.
- Antoine de Saint-Exupéry, Un aereo nella notte, Milano, Bompiani, 2014.
- Guillaume Musso, Central Park, Milano, Bompiani, 2015.
- Lola Lafon, La piccola comunista che non sorrideva mai, Milano, Bompiani, 2015.
- Julia Cagé, Salvare i media, Milano, Bompiani, 2016
- André Gide, Diario. Vol. I / 1987-1925, Vol. II / 1926-1950, Milano, Bompiani, 2016.
- Guillaume Musso, La ragazza di Brooklyn, La nave di Teseo, Milano, 2016.
- Jean Tirole, Economia del bene comune, Milano, Mondadori, 2017.
- Bernard Minier, Non spegnere la luce, La nave di Teseo, Milano, 2017
- Guillaume Musso, Un appartamento a Parigi, Milano, La nave di Teseo, 2017.
- Emmanuel Macron, Rivoluzione, Milano, La nave di Teseo, 2017.
- Dominique Albertini, David Doucet, La fasciosfera, Milano, La nave di Teseo, 2018.
- Bernard Minier, Notte, Milano, La nave di Teseo, 2018.
- Charles Pépin, La fiducia in se stessi, Milano, La nave di Teseo, 2018.
- Guillaume Musso, La ragazza e la notte, Milano, La nave di Teseo, 2018.
- Mickaël Launay, Il grande romanzo della matematica, Milano, Las nave di Teseo, 2019.
- Bernard Minier, Sorelle, Milano, La nave di Teseo, 2019.
- Charlotte Casiraghi, Robert Maggiori, Arcipelago delle passioni, La nave di Teseo, 2019
- Guillaume Musso, La vita segreta degli scrittori, Milano, La nave di Teseo, 2019.
- Guillaume Musso, L’istante presente, Milano, La nave di Teseo, 2019.
- Georges Simenon, Il signor Cardinaud, Milano, Adelphi, 2020.
- Guillaume Musso, La vita è un romanzo, Milano, La nave di Teseo, 2020.
- Camille Kouchner, La famiglia grande, Milano, La nave di Teseo, 2021.
- Guillaume Musso, La sconosciuta della Senna, Milano, La nave di Teseo, 2021. Premio “Lario” per    la traduzione
- Thomas Piketty, Una breve storia dell’uguaglianza, Milano, La nave di Teseo, 2021.
- Michel Houellebecq, Interventi, Milano, La nave di Teseo, 2022.
- Guillaume Musso, Angélique, Milano, La nave di Teseo, 2022.
- Volodymyr Zelensky, Per l’Ucraina, Milano, La nave di Teseo, 2022.
- Thomas Piketty, Capitale e ideologia a fumetti, Milano, Baldini+Castoldi, 2022.
- Véronique Tadjo, Lontano da mio padre, Genova, Città del Silenzio, 2022.
- Bernard-Henri Lévy, Dunque, la guerra!, Milano, La nave di Teseo, 2023.
- Guillaume Musso, Qualcun altro, Milano, La nave di Teseo, 2024.
- Julia Cagé, Thomas Piketty, Una storia del conflitto politico, Milano, La nave di Teseo, 2024.
- Nicolas Feuz, Il Filatelista, Milano, Baldini+Castoldi, 2024.
- Charles Pépin, Vivere con il proprio passato, Milano, Baldini+Castoldi, 2024.
- Thomas Piketty, Finalmente il socialismo!, Milano, Baldini+Castoldi, 2024.